# 諸聖座堂

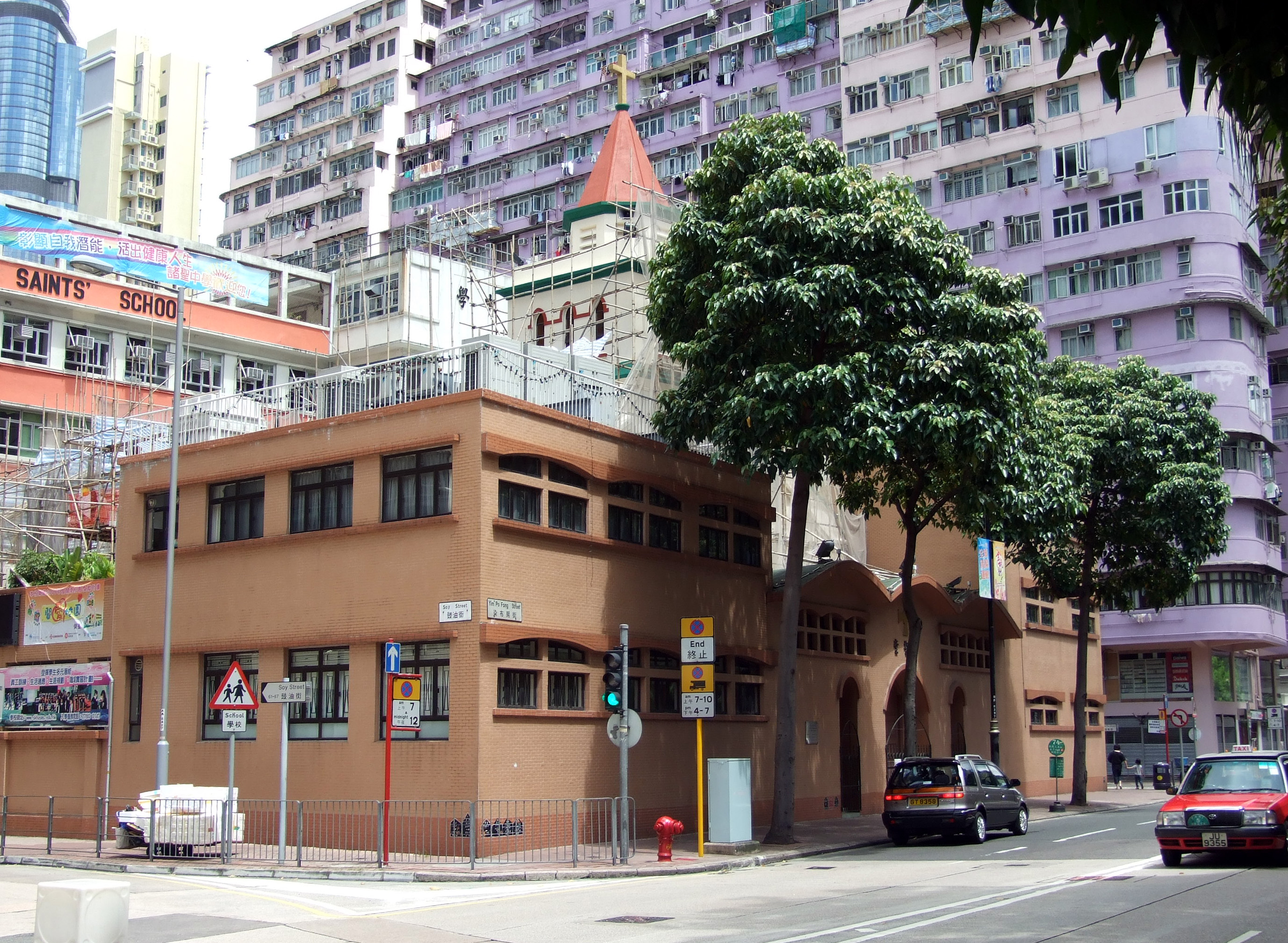
諸聖座堂

諸聖座堂（しょせいざどう、英語: All Saints' Cathedral）は香港聖公会西九龍教区の大聖堂である。九龍旺角白布街11号に位置し、1891年の諸聖人の日に設立した。香港三級歴史建築に登録されている。
現在の教会建築は1928年5月26日に竣工し、1934年に学校を増設した。太平洋戦争中、教会は旧日本軍に徴用され、集会場と宿舎として利用された。1951年に増築した。2010年2月15日から教会は改築工事を開始した。2010年10月31日に大聖堂に格上げした。